# Pstruh obecný jezerní
Pstruh obecný jezerní (Salmo trutta morpha lacustris; L., 1758) je sladkovodní ryba z čeledi lososovitých, která je rozšířena prakticky v celé Evropě. 
Obývá chladná horská nebo podhorská jezera, ale i údolní nádrže a tře se v jejich přítocích. Jedná se o jednu z forem pstruha obecného.